# Лю Сіньї
Лю Сіньї (нар. 5 травня 1990) — китайська борчиня вільного стилю, бронзова призерка чемпіонату Азії.

## Життєпис
Боротьбою почала займатися з 2006 року. У 2001 році стала бронзовою призеркою чемпіонату світу серед юніорів. Того ж року завоювала титул чемпіона Азії серед юніорів.
Виступала за борцівський клуб Шаньдуну. Тренер — Сю Женьтао.

## Спортивні результати на міжнародних змаганнях

### Виступи на Чемпіонатах Азії
| Змагання                       | Збірна | Вагова категорія          | Місце  |
| ------------------------------ | ------ | ------------------------- | ------ |
| Чемпіонат Азії з боротьби 2012 | КНР    | жіноча боротьба, до 67 кг | Бронза |

### Виступи на Кубках світу
| Змагання                    | Збірна | Вагова категорія          | Місце |
| --------------------------- | ------ | ------------------------- | ----- |
| Кубок світу з боротьби 2010 | КНР    | жіноча боротьба, до 67 кг | 6     |

### Виступи на змаганнях молодших вікових груп
| Змагання                                      | Збірна | Вагова категорія          | Місце  |
| --------------------------------------------- | ------ | ------------------------- | ------ |
| Чемпіонат Азії з боротьби серед юніорів 2010  | КНР    | жіноча боротьба, до 72 кг | Золото |
| Чемпіонат світу з боротьби серед юніорів 2010 | КНР    | жіноча боротьба, до 72 кг | Бронза |